# 영월 국제 남자 챌린저 테니스 대회
영월 국제 남자 챌린저 테니스 대회는 대한민국 강원도 영월군에서 개최되는 프로 테니스 대회이다. 코트 종류는 하드 코트이며, 2013년 11월 첫 대회가 열렸다. 총상금 3만5000달러(+숙박제공)이며, 대회 분류상으로 총상금 5만달러급의 대회에 준한다. 랭킹포인트는 우승 80점, 준우승 48점이다.